# 20812 Шеннонбабб
20812 Шеннонбабб (20812 Shannonbabb) — астероїд головного поясу, відкритий 27 вересня 2000 року.
Тіссеранів параметр щодо Юпітера — 3,354.